# 滋賀県道164号水口竜王線
滋賀県道164号水口竜王線（しがけんどう164ごう みなくちりゅうおうせん）は、滋賀県甲賀市から蒲生郡竜王町に至る一般県道である。

## 概要
甲賀市水口町北脇から蒲生郡竜王町大字山之上に至る。
蒲生郡竜王町内での狭隘区間の拡幅を進めている。

### 路線データ
- 起点：甲賀市水口町北脇（里北脇交差点、国道1号交点、滋賀県道121号貴生川北脇線終点）
- 終点：蒲生郡竜王町大字山之上（滋賀県道13号彦根八日市甲西線交点）
- 総延長：8.7 km

## 路線状況

### 重複区間
- 滋賀県道178号泉日野線（甲賀市水口町伴中山・伴中山交差点 - 甲賀市水口町伴中山・伴中山北交差点）

### 道路施設

#### 橋梁
- 馬場橋（思川、甲賀市）

## 地理

### 通過する自治体
- 滋賀県
  - 甲賀市 - 蒲生郡竜王町

### 交差する道路
| 交差する道路                       | 市町村名 | 市町村名 | 交差する場所 | 交差する場所        |
| ---------------------------------- | -------- | -------- | ------------ | ------------------- |
| 国道1号 滋賀県道121号貴生川北脇線  | 甲賀市   | 甲賀市   | 水口町北脇   | 里北脇交差点 / 起点 |
| 滋賀県道178号泉日野線 重複区間起点 | 甲賀市   | 甲賀市   | 水口町伴中山 | 伴中山交差点        |
| 滋賀県道178号泉日野線 重複区間終点 | 甲賀市   | 甲賀市   | 水口町伴中山 | 伴中山北交差点      |
| 滋賀県道165号春日竜王線            | 甲賀市   | 甲賀市   | 水口町春日   | 春日交差点          |
| 国道477号                          | 蒲生郡   | 竜王町   | 大字山之上   |                     |
| 滋賀県道13号彦根八日市甲西線       | 蒲生郡   | 竜王町   | 大字山之上   | 終点                |

### 沿線
- タカラスタンダード 滋賀工場
- 伴谷郵便局
- 甲賀市立伴谷小学校
- ベアズパウジャパンカントリークラブ
- 名神竜王カントリー倶楽部
- 山王神社